# Attila Bartis
Attila Bartis (Târgu Mureș, 22 gennaio 1968) è uno scrittore e fotografo romeno naturalizzato ungherese.

## Biografia
Nasce nel 1968 in Transilvania, Romania, figlio del poeta Ferenc Bartis. Nel 1984 viene privato della cittadinanza rumena e si trasferisce con la famiglia a Budapest. Nel 1995 esce il suo primo romanzo, A séta, seguito nel 1998 dal primo volume di racconti, A kéklő pára. A nyugalom (Tranquillità, Atmosphere libri, 2012, traduzione di Andrea Rényi e Francesca Ciccariello), che è il suo primo grande successo, risale al 2001, un'opera inquietante, eppure non deprimente, malgrado la forte presenza di follia umana e di attaccamento animalesco che si nutre di amore e di odio. Nel 2003 esordisce come autore di teatro con la pièce Anyám, Kleopátra; due anni dopo pubblica il secondo volume di racconti dal titolo A Lázár apokrifek. Nel 2008 A nyugalom diventa anche film con la regia di Alföldi Róbert. Fra i maggiori riconoscimenti alla carriera di scrittore vanno menzionati il premio Márai (2002) e il premio Attila József (2005).

## Opere
- A séta. Romanzo. Magvető, Budapest 1995
- A kéklő pára. Magvető, Budapest 1998
- A nyugalom (italiano: Tranquillità). Romanzo, Magvető, Budapest 2001
- A Lázár Apokrifek. Magvető, Budapest 2005